# Großer Preis von Österreich 1984
Der Große Preis von Österreich 1984 (offiziell XXII Holiday Großer Preis von Österreich) fand am 19. August auf dem Österreichring in der Nähe von Zeltweg statt und war das zwölfte Rennen der Formel-1-Weltmeisterschaft 1984.

## Berichte

### Hintergrund
Der Große Preis von Österreich auf dem Österreichring 1984 war der 400. Grand Prix in der Automobil- bzw. Formel-1-Weltmeisterschaft.
Anlässlich seines Heim-Grand-Prix absolvierte Gerhard Berger sein erstes Formel-1-Rennen am Steuer eines zweiten ATS. Stefan Bellof kehrte ins Teilnehmerfeld zurück und nahm wieder seinen Stammplatz bei Tyrrell anstelle von Mike Thackwell ein, der ihn zwei Wochen zuvor beim Großen Preis von Deutschland vertreten hatte.

### Training
Nelson Piquet qualifizierte sich für die Pole-Position vor Alain Prost, Elio de Angelis und Niki Lauda. Die beiden Renault-Piloten Patrick Tambay und Derek Warwick bildeten die dritte Startreihe vor Teo Fabi und Nigel Mansell.
Da sich sein Wagen nach dem Training als untergewichtig erwies, wurde Bellof disqualifiziert. Er wäre allerdings ebenso wie sein Teamkollege Stefan Johansson aufgrund zu schlechter Rundenzeiten ohnehin nicht für einen der 26 Startplätze qualifiziert gewesen.

### Rennen
Der erste Startversuch wurde abgebrochen, da de Angelis seinen Motor abwürgte.
Der zweite Versuch glückte und Piquet verteidigte seine Spitzenposition gegenüber Prost. de Angelis wurde ebenso wie Lauda von den beiden Renault-Piloten Tambay und Warwick überholt. Anschließend brauchten die beiden überholten Piloten bis zur zehnten Runde, um erfolgreich zu kontern, wobei Lauda fortan vor de Angelis auf dem dritten Rang lag.
Eine Veränderung auf den ersten drei Positionen ergab sich erst wieder in Runde 29, als Prost sich ins Aus drehte, nachdem er einen Ölfleck überfahren hatte. Lauda gelangte dadurch auf den zweiten Rang vor Ayrton Senna, der sich zwischenzeitlich vom zehnten Startplatz aus nach vorn gekämpft hatte. Begünstigt wurde dies unter anderem durch den technisch bedingten Ausfall von de Angelis in der Runde zuvor. Nur drei Runden später wurde Senna von Tambay überholt. In Runde 35 musste er aufgrund eines Motorschadens aufgeben.
Bis zur 40. Runde gelang es Lauda, auf den Führenden Piquet aufzuschließen. Im Zuge eines Überrundungsmanövers ergab sich eine Überholchance, die Lauda erfolgreich nutzte.
Da Tambay in Runde 43 aufgrund eines Motorschadens ausfiel, wurde Michele Alboreto am Ende Dritter vor Fabi und den beiden Arrows-Piloten Thierry Boutsen und Marc Surer.

## Meldeliste
| Team                            | Nr. | Fahrer             | Chassis         | Motor                       | Reifen |
| ------------------------------- | --- | ------------------ | --------------- | --------------------------- | ------ |
| MRD International               | 01  | Nelson Piquet      | Brabham BT53    | BMW M12/13 1.5 L4t          | M      |
| MRD International               | 02  | Teo Fabi           | Brabham BT53    | BMW M12/13 1.5 L4t          | M      |
| Tyrrell Racing Organisation     | 03  | Stefan Johansson   | Tyrrell 012     | Ford Cosworth DFY 3.0 V8    | G      |
| Tyrrell Racing Organisation     | 04  | Stefan Bellof      | Tyrrell 012     | Ford Cosworth DFY 3.0 V8    | G      |
| Williams Grand Prix Engineering | 05  | Jacques Laffite    | Williams FW09B  | Honda RA163-E 1.5 V6t       | G      |
| Williams Grand Prix Engineering | 06  | Keke Rosberg       | Williams FW09B  | Honda RA163-E 1.5 V6t       | G      |
| Marlboro McLaren International  | 07  | Alain Prost        | McLaren MP4/2   | TAG/Porsche TTE PO1 1.5 V6t | M      |
| Marlboro McLaren International  | 08  | Niki Lauda         | McLaren MP4/2   | TAG/Porsche TTE PO1 1.5 V6t | M      |
| Skoal Bandit Formula 1 Team     | 09  | Philippe Alliot    | RAM 02          | Hart 415T 1.5 L4t           | P      |
| Skoal Bandit Formula 1 Team     | 10  | Jonathan Palmer    | RAM 02          | Hart 415T 1.5 L4t           | P      |
| John Player Team Lotus          | 11  | Elio de Angelis    | Lotus 95T       | Renault EF4 1.5 V6t         | G      |
| John Player Team Lotus          | 12  | Nigel Mansell      | Lotus 95T       | Renault EF4 1.5 V6t         | G      |
| Team ATS                        | 14  | Manfred Winkelhock | ATS D7          | BMW M12/13 1.5 L4t          | P      |
| Team ATS                        | 31  | Gerhard Berger     | ATS D7          | BMW M12/13 1.5 L4t          | P      |
| Équipe Renault Elf              | 15  | Patrick Tambay     | Renault RE50    | Renault EF4 1.5 V6t         | M      |
| Équipe Renault Elf              | 16  | Derek Warwick      | Renault RE50    | Renault EF4 1.5 V6t         | M      |
| Barclay Nordica Arrows BMW      | 17  | Marc Surer         | Arrows A7       | BMW M12/13 1.5 L4t          | G      |
| Barclay Nordica Arrows BMW      | 18  | Thierry Boutsen    | Arrows A7       | BMW M12/13 1.5 L4t          | G      |
| Toleman Group Motorsport        | 19  | Ayrton Senna       | Toleman TG184   | Hart 415T 1.5 L4t           | M      |
| Spirit Racing                   | 21  | Huub Rothengatter  | Spirit 101B     | Hart 415T 1.5 L4t           | P      |
| Benetton Team Alfa Romeo        | 22  | Riccardo Patrese   | Alfa Romeo 184T | Alfa Romeo 890T 1.5 V8t     | G      |
| Benetton Team Alfa Romeo        | 23  | Eddie Cheever      | Alfa Romeo 184T | Alfa Romeo 890T 1.5 V8t     | G      |
| Osella Squadra Corse            | 24  | Piercarlo Ghinzani | Osella FA1F     | Alfa Romeo 890T 1.5 V8t     | P      |
| Osella Squadra Corse            | 30  | Jo Gartner         | Osella FA1F     | Alfa Romeo 890T 1.5 V8t     | P      |
| Ligier Loto                     | 25  | François Hesnault  | Ligier JS23     | Renault EF4 1.5 V6t         | M      |
| Ligier Loto                     | 26  | Andrea de Cesaris  | Ligier JS23     | Renault EF4 1.5 V6t         | M      |
| Scuderia Ferrari SpA SEFAC      | 27  | Michele Alboreto   | Ferrari 126C4   | Ferrari 031 1.5 V6t         | G      |
| Scuderia Ferrari SpA SEFAC      | 28  | René Arnoux        | Ferrari 126C4   | Ferrari 031 1.5 V6t         | G      |

## Klassifikationen

### Qualifying
| Pos. | Fahrer             | Konstrukteur        | Qualifikationstraining 1 | Qualifikationstraining 1 | Qualifikationstraining 2 | Qualifikationstraining 2 | Start |
| Pos. | Fahrer             | Konstrukteur        | Zeit                     | Ø-Geschwindigkeit        | Zeit                     | Ø-Geschwindigkeit        | Start |
| ---- | ------------------ | ------------------- | ------------------------ | ------------------------ | ------------------------ | ------------------------ | ----- |
| 01   | Nelson Piquet      | Brabham-BMW         | 1:26,928                 | 246,080 km/h             | 1:26,173                 | 248,236 km/h             | 01    |
| 02   | Alain Prost        | McLaren-TAG-Porsche | 1:26,203                 | 248,149 km/h             | 1:27,098                 | 245,599 km/h             | 02    |
| 03   | Elio de Angelis    | Lotus-Renault       | 1:27,531                 | 244,384 km/h             | 1:26,318                 | 247,819 km/h             | 03    |
| 04   | Niki Lauda         | McLaren-TAG-Porsche | 1:26,715                 | 246,684 km/h             | 1:27,312                 | 244,997 km/h             | 04    |
| 05   | Patrick Tambay     | Renault             | 1:27,748                 | 243,780 km/h             | 1:26,748                 | 246,590 km/h             | 05    |
| 06   | Derek Warwick      | Renault             | 1:27,928                 | 243,281 km/h             | 1:27,123                 | 245,529 km/h             | 06    |
| 07   | Teo Fabi           | Brabham-BMW         | 1:29,893                 | 237,963 km/h             | 1:27,201                 | 245,309 km/h             | 07    |
| 08   | Nigel Mansell      | Lotus-Renault       | 1:28,430                 | 241,900 km/h             | 1:27,558                 | 244,309 km/h             | 08    |
| 09   | Keke Rosberg       | Williams-Honda      | 1:28,760                 | 241,000 km/h             | 1:29,012                 | 240,318 km/h             | 09    |
| 10   | Ayrton Senna       | Toleman-Hart        | 1:29,463                 | 239,107 km/h             | 1:29,200                 | 239,812 km/h             | 10    |
| 11   | Jacques Laffite    | Williams-Honda      | 1:29,228                 | 239,736 km/h             | 1:31,498                 | 233,789 km/h             | 11    |
| 12   | Michele Alboreto   | Ferrari             | 1:29,694                 | 238,491 km/h             | 1:30,000                 | 237,680 km/h             | 12    |
| 13   | Riccardo Patrese   | Alfa Romeo          | 1:30,966                 | 235,156 km/h             | 1:30,736                 | 235,752 km/h             | 13    |
| 14   | Manfred Winkelhock | ATS-BMW             | 1:33,276                 | 229,332 km/h             | 1:30,853                 | 235,448 km/h             | 14    |
| 15   | René Arnoux        | Ferrari             | 1:31,003                 | 235,060 km/h             | 1:31,313                 | 234,262 km/h             | 15    |
| 16   | Eddie Cheever      | Alfa Romeo          | 1:31,250                 | 234,424 km/h             | 1:31,045                 | 234,952 km/h             | 16    |
| 17   | Thierry Boutsen    | Arrows-BMW          | 1:31,255                 | 234,411 km/h             | 1:31,189                 | 234,581 km/h             | 17    |
| 18   | Andrea de Cesaris  | Ligier-Renault      | 1:36,771                 | 221,050 km/h             | 1:31,588                 | 233,559 km/h             | 18    |
| 19   | Marc Surer         | Arrows-BMW          | 1:31,701                 | 233,271 km/h             | 1:31,655                 | 233,388 km/h             | 19    |
| 20   | Gerhard Berger     | ATS-BMW             | 1:31,904                 | 232,756 km/h             | keine Zeit               | –                        | 20    |
| 21   | François Hesnault  | Ligier-Renault      | 1:32,582                 | 231,051 km/h             | 1:32,270                 | 231,833 km/h             | 21    |
| 22   | Jo Gartner         | Osella-Alfa Romeo   | 1:35,212                 | 224,669 km/h             | 1:33,019                 | 229,966 km/h             | 22    |
| 23   | Piercarlo Ghinzani | Osella-Alfa Romeo   | 1:33,172                 | 229,588 km/h             | keine Zeit               | –                        | 23    |
| 24   | Jonathan Palmer    | RAM-Hart            | 1:34,622                 | 226,070 km/h             | 1:34,128                 | 227,257 km/h             | 24    |
| 25   | Philippe Alliot    | RAM-Hart            | 1:34,495                 | 226,374 km/h             | 1:44,304                 | 205,085 km/h             | 25    |
| 26   | Huub Rothengatter  | Spirit-Hart         | keine Zeit               | –                        | 1:35,605                 | 223,746 km/h             | 26    |
| DNQ  | Stefan Johansson   | Tyrrell-Ford        | 1:37,292                 | 219,866 km/h             | 1:36,282                 | 222,172 km/h             | –     |
| DSQ  | Stefan Bellof      | Tyrrell-Ford        | 1:37,535                 | 219,318 km/h             | 1:37,893                 | 218,516 km/h             | –     |

### Rennen
| Pos. | Fahrer             | Konstrukteur        | Runden | Stopps | Zeit        | Start | Schnellste Runde |
| ---- | ------------------ | ------------------- | ------ | ------ | ----------- | ----- | ---------------- |
| 01   | Niki Lauda         | McLaren-TAG-Porsche | 51     | 0      | 1:21:12,851 | 04    | 1:32,882 (23.)   |
| 02   | Nelson Piquet      | Brabham-BMW         | 51     | 0      | + 23,525    | 01    | 1:33,074         |
| 03   | Michele Alboreto   | Ferrari             | 51     | 0      | + 48,998    | 12    | 1:34,821         |
| 04   | Teo Fabi           | Brabham-BMW         | 51     | 0      | + 56,312    | 07    | 1:34,342         |
| 05   | Thierry Boutsen    | Arrows-BMW          | 50     | 0      | + 1 Runde   | 17    | 1:36,105         |
| 06   | Marc Surer         | Arrows-BMW          | 50     | 0      | + 1 Runde   | 19    | 1:35,209         |
| 07   | René Arnoux        | Ferrari             | 50     | 1      | + 1 Runde   | 15    | 1:35,846         |
| 08   | François Hesnault  | Ligier-Renault      | 49     | 0      | + 2 Runden  | 21    | 1:37,906         |
| 09   | Jonathan Palmer    | RAM-Hart            | 49     | 0      | + 2 Runden  | 24    | 1:37,626         |
| 10   | Riccardo Patrese   | Alfa Romeo          | 48     | 0      | DNF         | 13    | 1:35,659         |
| 11   | Philippe Alliot    | RAM-Hart            | 48     | 0      | + 3 Runden  | 25    | 1:39,245         |
| 12   | Gerhard Berger     | ATS-BMW             | 48     | 1      | + 3 Runden  | 20    | 1:36,914         |
| –    | Patrick Tambay     | Renault             | 42     | 1      | DNF         | 05    | 1:33,056         |
| –    | Ayrton Senna       | Toleman-Hart        | 35     | 0      | DNF         | 10    | 1:34,348         |
| –    | Nigel Mansell      | Lotus-Renault       | 32     | 0      | DNF         | 08    | 1:34,401         |
| –    | Alain Prost        | McLaren-TAG-Porsche | 28     | 0      | DNF         | 02    | 1:33,081         |
| –    | Elio de Angelis    | Lotus-Renault       | 28     | 0      | DNF         | 03    | 1:33,227         |
| –    | Huub Rothengatter  | Spirit-Hart         | 23     | 1      | NC          | 26    | 1:41,317         |
| –    | Eddie Cheever      | Alfa Romeo          | 18     | 0      | DNF         | 16    | 1:36,197         |
| –    | Derek Warwick      | Renault             | 17     | 1      | DNF         | 06    | 1:34,469         |
| –    | Andrea de Cesaris  | Ligier-Renault      | 15     | 0      | DNF         | 18    | 1:36,976         |
| –    | Keke Rosberg       | Williams-Honda      | 15     | 1      | DNF         | 09    | 1:35,944         |
| –    | Jacques Laffite    | Williams-Honda      | 12     | 0      | DNF         | 11    | 1:35,240         |
| –    | Jo Gartner         | Osella-Alfa Romeo   | 6      | 0      | DNF         | 22    | 1:40,359         |
| –    | Piercarlo Ghinzani | Osella-Alfa Romeo   | 4      | 0      | DNF         | 23    | 1:39,297         |
| DNS  | Manfred Winkelhock | ATS-BMW             | –      | –      | –           | 14    | –                |

## WM-Stände nach dem Rennen
Die ersten sechs des Rennens bekamen 9, 6, 4, 3, 2 bzw. 1 Punkt(e). In der Fahrerwertung wurden die besten elf Resultate, in der Konstrukteurswertung alle Resultate gewertet.

### Fahrerwertung
| Pos. | Fahrer            | Konstrukteur        | Punkte |
| ---- | ----------------- | ------------------- | ------ |
| 01   | Niki Lauda        | McLaren-TAG-Porsche | 48     |
| 02   | Alain Prost       | McLaren-TAG-Porsche | 44,5   |
| 03   | Elio de Angelis   | Lotus-Renault       | 29     |
| 04   | René Arnoux       | Ferrari             | 25     |
| 05   | Nelson Piquet     | Brabham-BMW         | 24     |
| 06   | Derek Warwick     | Renault             | 23     |
| 07   | Keke Rosberg      | Williams-Honda      | 20,5   |
| 08   | Michele Alboreto  | Ferrari             | 15,5   |
| 09   | Patrick Tambay    | Renault             | 10     |
| 10   | Nigel Mansell     | Lotus-Renault       | 9      |
| 11   | Ayrton Senna      | Toleman-Hart        | 9      |
| 12   | Teo Fabi          | Brabham-BMW         | 7      |
| 13   | Jacques Laffite   | Williams-Honda      | 5      |
| 14   | Thierry Boutsen   | Arrows-Ford/-BMW    | 5      |
| 15   | Riccardo Patrese  | Alfa Romeo          | 3      |
| 16   | Eddie Cheever     | Alfa Romeo          | 3      |
| 17   | Andrea de Cesaris | Ligier-Renault      | 3      |

| Pos. | Fahrer             | Konstrukteur      | Punkte |
| ---- | ------------------ | ----------------- | ------ |
| 18   | Piercarlo Ghinzani | Osella-Alfa Romeo | 2      |
| 19   | Marc Surer         | Arrows-Ford/-BMW  | 1      |
| 20   | Corrado Fabi       | Brabham-BMW       | 0      |
| 21   | Mauro Baldi        | Spirit Hart       | 0      |
| 22   | Manfred Winkelhock | ATS-BMW           | 0      |
| 23   | Jonathan Palmer    | RAM-Hart          | 0      |
| 24   | François Hesnault  | Ligier-Renault    | 0      |
| 25   | Huub Rothengatter  | Spirit Hart       | 0      |
| 26   | Johnny Cecotto     | Toleman-Hart      | 0      |
| 27   | Philippe Alliot    | RAM-Hart          | 0      |
| 28   | Gerhard Berger     | ATS-BMW           | 0      |
| –    | Jo Gartner         | Osella-Alfa Romeo | 0      |
| –    | Mike Thackwell     | RAM-Hart          | 0      |
| DSQ  | Martin Brundle     | Tyrrell-Ford      | 8      |
| DSQ  | Stefan Bellof      | Tyrrell-Ford      | 5      |
| DSQ  | Stefan Johansson   | Tyrrell-Ford      | 0      |

### Konstrukteurswertung
| Pos. | Konstrukteur        | Punkte |
| ---- | ------------------- | ------ |
| 01   | McLaren-TAG-Porsche | 92,5   |
| 02   | Ferrari             | 40,5   |
| 03   | Lotus-Renault       | 38     |
| 04   | Renault             | 33     |
| 06   | Brabham-BMW         | 31     |
| 05   | Williams-Honda      | 25,5   |
| 07   | Toleman-Hart        | 9      |
| 08   | Alfa Romeo          | 6      |

| Pos. | Konstrukteur      | Punkte |
| ---- | ----------------- | ------ |
| 09   | Arrows-Ford/-BMW  | 6      |
| 10   | Ligier-Renault    | 3      |
| 11   | Osella-Alfa Romeo | 2      |
| 12   | Spirit-Hart       | 0      |
| 13   | ATS-BMW           | 0      |
| 14   | RAM-Hart          | 0      |
| DSQ  | Tyrrell-Ford      | 13     |

Anmerkungen
1. ↑  Tyrrell wurde im September 1984 wegen Reglementverstoßes aus der Weltmeisterschaft ausgeschlossen; Auslöser waren verbotene Wassertanks, die nach jedem Grand Prix befüllt wurden und auf diese Weise für ein Untergewicht während der Rennen sorgten.